# W 4 (sommergibile)
Il W 4 è stato un sommergibile della Regia Marina, attivo nella prima guerra mondiale.

## Storia
Fu l'unico sommergibile della sua classe ad essere ceduto all'Italia prima di iniziare l'attività operativa per la Royal Navy.
Divenne operativo nel dicembre 1916, quando fu dislocato a Brindisi come caposquadriglia della III Squadriglia Sommergibili, al comando del tenente di vascello Alessandro Giaccone.
Fu l'unica unità della sua classe ad avere largo impiego: portò a termine 18 missioni offensive nelle acque della Dalmazia e al largo dei porti di Cattaro e Durazzo, sia pur senza risultati.
Il 3 agosto 1917 lasciò Brindisi per la sua 19ª missione, da svolgersi tra Punta Menders e la foce del Drina (Dalmazia). Una settimana più tardi, il 10 agosto, uno dei piccioni viaggiatori in dotazione al sommergibile rientrò nella propria colombaia della base. Il sommergibile sarebbe dovuto tornare alla base il 16 agosto: non se ne ebbero mai più notizie.
Con il W 4 scomparvero il comandante Giaccone, altri due ufficiali, 6 sottufficiali e 13 tra sottocapi e marinai.
L'inchiesta condotta dal viceammiraglio Camillo Corsi non portò a nulla, così come nessuna notizia del possibile affondamento del W 4 si ebbe dall'archivio della k.u.k. Kriegsmarine; l'unica ipotesi che fu possibile formulare fu che il sommergibile fosse saltato su una mina, probabilmente al largo di Cattaro o Durazzo il giorno 4 agosto.